# Vincent Hancock
Vincent Hancock (Port Charlotte, 19 de março de 1989) é um atirador esportivo estadunidense, campeão olímpico.

## Carreira
Hancock é tricampeão olímpico na modalidade skeet do tiro esportivo. Ele conquistou a medalha de ouro em quatro edições dos Jogos Olímpicos: 2008, 2012, 2020 e 2024. Na edição de 2016, no entanto, obteve um desempenho abaixo do esperado com a décima quinta posição.
Hancock é um dos atiradores mais condecorados da história do esporte, com um total de 29 medalhas em várias competições mundiais, incluindo as Olimpíadas.